# Toyota Prius
El Toyota Prius (トヨタ・プリウス Toyota Puriusu?) es un automóvil híbrido gasolina-eléctrico del segmento C producido por el fabricante de automóviles japonés Toyota que se ha convertido en el más visible representante de los vehículos híbridos. El Prius fue lanzado en el mercado japonés en 1997 y fue el primer vehículo híbrido producido en serie. En 2000 fue lanzado en otros mercados a nivel mundial. 
En 2011 el Toyota Prius se vende en más de 70 países, con Japón y Estados Unidos representando los mayores mercados. En mayo de 2008, las ventas acumuladas a nivel mundial alcanzaron el hito de 1 millón de Prius vendidos, y en septiembre de 2010, las ventas a nivel mundial alcanzaron los 2 millones de unidades.
En los Estados Unidos, las ventas alcanzaron 1 millón de Prius vendidos en abril de 2011, y en Japón la marca de 1 millón se alcanzó en agosto de 2011.

## Tercera generación (2009-2015)
La tercera generación del vehículo, el Prius 2010, fue presentado en el Show Automovilístico Internacional de América del Norte de 2009, y las ventas del nuevo modelo iniciaron en Japón el 18 de mayo de 2009, con un precio recomendado de USD 21 600. En España la venta de la tercera generación empezó en junio de 2009, los precios de catálogo sin descuentos va entre los 22 860 € hasta los 28 610 € según el equipamiento. En Filipinas el Prius también fue lanzado en junio de 2009, a un precio aproximado de USD 41 800, casi la mitad corresponde a aranceles y otros impuestos. El lanzamiento para América Latina se realizó el 3 de julio de 2009 en Costa Rica, país donde será vendido por USD 41 000 incluyendo impuestos.
Desde su lanzamiento en 2009, el Prius de tercera generación ha vendido más de 1 millón de automóviles en el mundo entero hasta septiembre de 2011.

## Cuarta generación (2015-2022)
La cuarta generación del Prius convencional fue lanzada en el mercado japonés en diciembre de 2015, y en Europa y América del Norte a principios de 2016.

## Quinta generación (2022-presente)
A finales de 2022 llegó la quinta generación del Prius, que podría llegar a las más grandes ventas en el 2023.

## Sistema de propulsión
El Prius no es un automóvil eléctrico. La tercera versión de este modelo cuenta con un motor de gasolina de 1.8 L de cilindrada (en las anteriores era de 1.5 L) que trabaja coordinadamente con un motor eléctrico en una configuración denominada híbrida. El motor eléctrico ayuda al de gasolina a encontrar condiciones ideales de funcionamiento y, bajo ciertas circunstancias y por determinados lapsos, puede mover independientemente al automóvil, el cual entonces se desplaza sin consumir combustible y reduciendo significativamente el ruido y contaminación producidos.
El motor eléctrico se alimenta de una serie de baterías que se recargan mientras el automóvil está en movimiento (lo que se conoce como Hybrid Synergy Drive) y por lo tanto no requiere una fuente externa, problema que sufren los vehículos eléctricos que tienen que ser "enchufados" periódicamente para recargarse.
Otra estrategia de ahorro de combustible es que el motor de gasolina se apaga en las constantes detenciones que se sufren en el tránsito urbano.
El Prius supera los problemas de poca autonomía, largo tiempo de recarga y escasas prestaciones de los vehículos eléctricos y se convierte en el automóvil con motor de combustión interna de más alto rendimiento y más bajas emisiones disponible en la actualidad, de acuerdo con la normativa de la Unión Europea.

## Características

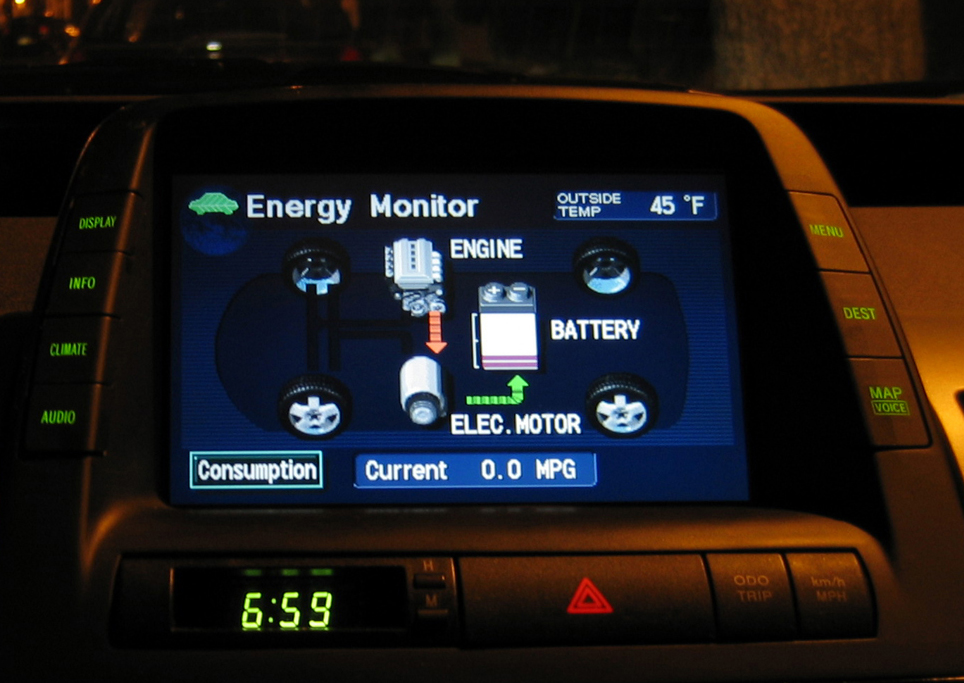
Panel de información del vehículo híbrido Toyota Prius de segunda generación

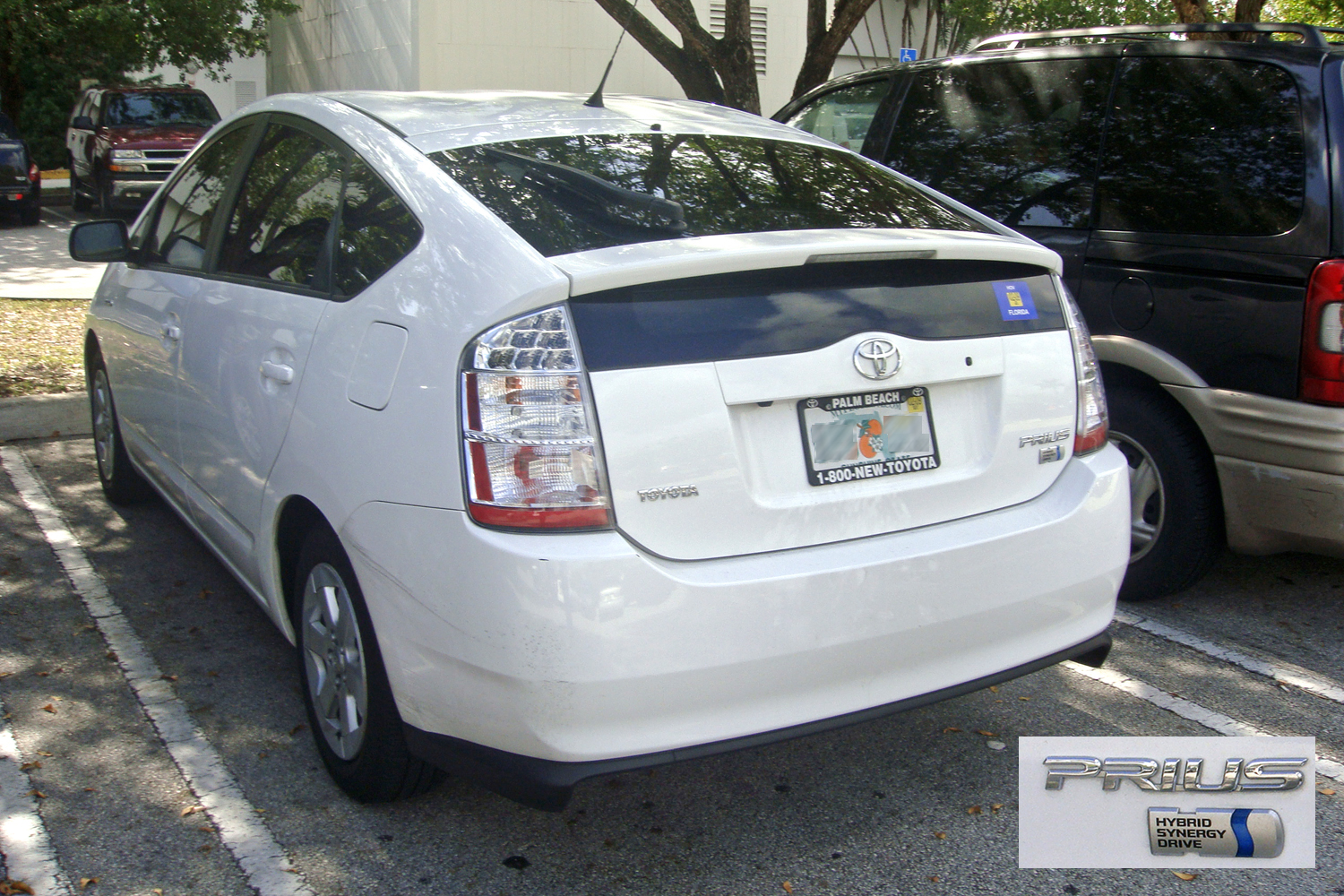
El Toyota Prius Hybrid Synergy Drive es un vehículo híbrido combinado de impulsión en serie y paralela.

El Prius fue el primer vehículo híbrido fabricado en serie cuando apareció en Japón en 1997. Su ingreso en el año 2000 al mercado estadounidense fue un éxito que se ha consolidado con la presentación de la nueva generación que debutó como modelo 2004. Igualmente Europa ha recibido con entusiasmo el nuevo modelo y la prensa especializada le otorgó el título de Automóvil del Año 2005, vendiéndose actualmente también en España.
Según la normativa estadounidense, la primera generación del Prius es un automóvil compacto, mientras que la segunda generación es un automóvil mediano.
El diseño busca ser aerodinámico, prueba de ello es su bajísimo coeficiente de penetración: 0,25. Para ello utiliza el estilo aerodinámico clásico denominado Kammback en honor al pionero de la aerodinámica Wunibald Kamm, consistente en una forma similar a la de una gota de agua truncada abruptamente cuando la altura se ha reducido hasta aproximadamente la mitad, que en teoría proporciona el mejor compromiso entre eficacia aerodinámica y volumen interior aunque condiciona el diseño por lo que su popularidad está muy sujeta a las modas. Algunos ejemplos clásicos de línea Kammtail son el Alfa Romeo Spider "coda trunca" -cola cortada- o el Citroën CX
Tecnológicamente muy avanzado, está lleno de peculiaridades, algunas debidas a la incorporación de sistemas y accesorios novedosos. En su segunda generación, dispone de una pantalla multi-información LCD en color de 7" situada en el centro del tablero, la cual integra un monitor que, mediante diagramas animados, informa al conductor de los flujos de energía que se efectúan entre los dos motores y la batería, nivel de carga de esta, así como información relativa a consumos. Esta pantalla, que es sensible al tacto, permite configurar numerosas funciones, manejar los controles del equipo de sonido, del climatizador electrónico y en su caso, la pantalla de mando del teléfono manos libres. Muestra así mismo, en caso de equiparlos, la cartografía del sistema de navegación, o la cámara trasera sincronizada con la marcha atrás que forma parte del sistema IPA, curioso asistente inteligente de aparcamiento. El velocímetro y otros accesorios son digitales y están ubicados en una posición central.
El Prius utiliza un sistema de transmisión continuamente variable denominada E-CTV. La palanca de selección está sobre el tablero y tiene cuatro posiciones D, R, N y B. Los primeros son el habitual Drive y Reverse y la B es un modo en el que el sistema ofrece mayor resistencia al avance para facilitar los descensos y frenadas. No hay posición de aparcamiento, que en el Prius se activa con un botón independiente. El Prius carece de caja de cambios y no tiene marcha atrás, sino que invierte simplemente el sentido de giro del motor eléctrico principal para retroceder.
Para arrancar el vehículo, la llave debe estar bien dentro de su ranura o simplemente en el interior del vehículo, pisar el freno y entonces usar un botón Power que es el que enciende el motor. El arranque, que usualmente sólo emplea el motor eléctrico, es inmediato y silencioso. Ya en el tránsito el manejo es indistinguible del que se puede experimentar en un auto convencional. La activación de cada motor es completamente transparente e imperceptible para el conductor. Lo que se nota es el silencio y la suavidad en cada maniobra.
El Prius lleva más de veinticinco años en el mercado y la demanda siempre ha ido aumentando por encima de las expectativas. Toyota construyó casi 100 000 unidades en 2004 cuando había previsto 72 000. Hasta finales de septiembre de 2010 se han vendido 2 012 000 unidades del Toyota Prius, siendo los mercados más potentes el japonés y, curiosamente, el estadounidense. El Toyota Prius se sitúa en una posición de respeto a la economía y el medio ambiente

## Familia Prius

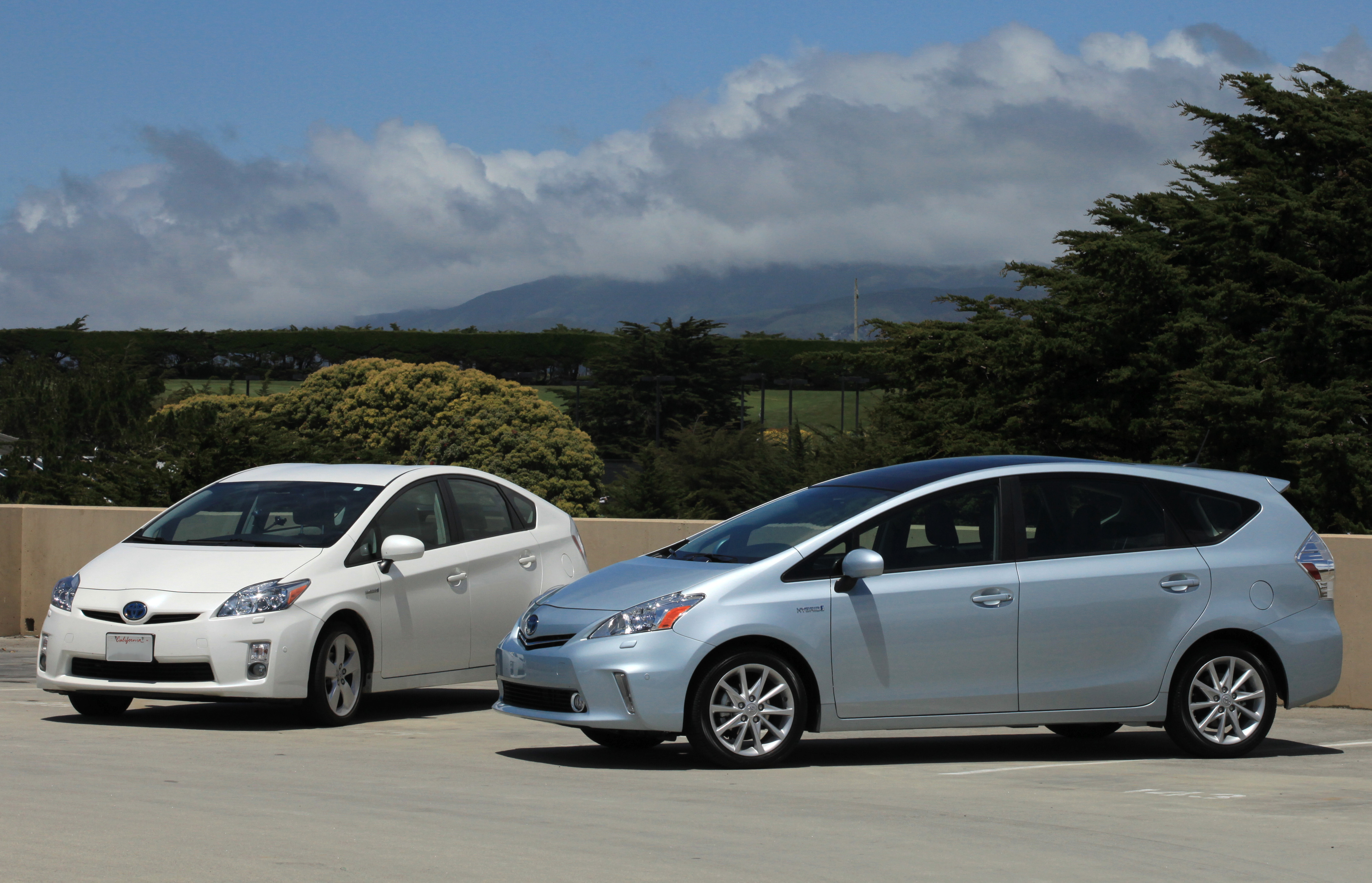
El Prius convencional comparado con el Prius Alpha, que será llamado Prius v en América del Norte y Prius + en Europa.

En 2011 Toyota anunció el lanzamiento de una gama de vehículos derivados del Prius, la cual denominó familia Prii. El término Prii fue seleccionado en febrero de 2011 por Toyota como plural de Prius en el idioma inglés, y fue seleccionado a través de votación con participación del público. Prius es una palabra del latín que significa "antes". Según Toyota, ese nombre fue escogido porque el Prius fue lanzado antes de que la conciencia ambiental se convirtiera en un concepto aceptado por la mayoría de la sociedad. En latín el plural correcto de Prius es priora.

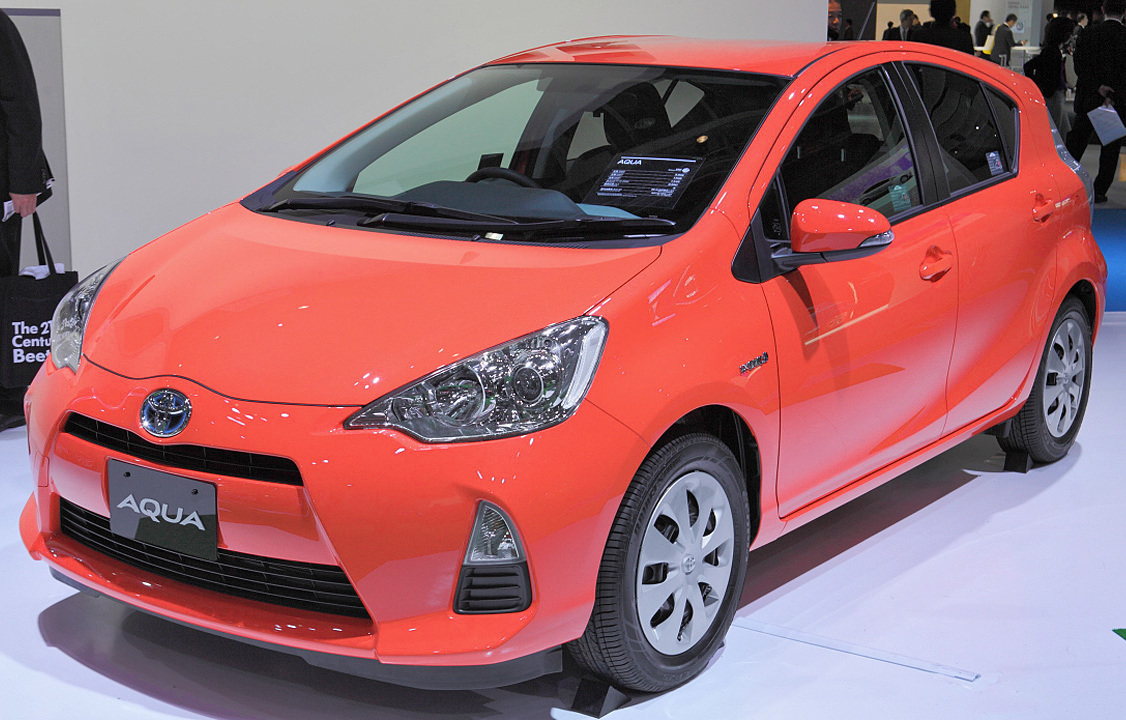
El Toyota Aqua (Prius c) fue lanzado en Japón en diciembre de 2011

El primer vehículo es una versión monovolumen denominada Prius Alpha en Japón, Prius + en Europa y Prius v en Estados Unidos. Tiene un sobreprecio de unos 2000 €, pero ofrece más espacio, ya que mide 4.62 m de largo. El Prius Alpha fue lanzado en el mercado nipón en mayo de 2011 y en Estados Unidos en octubre de 2011 mientras que en Europa se lanzó a mediados de 2012.
Otro modelo de la familia Prii lanzado en 2011 fue el Prius c, denominado Toyota Aqua en Japón. El Prius c es de menor tamaño y menor precio que el Prius convencional, y está orientado hacia usuarios más jóvenes sin hijos quienes no requieren un automóvil espacioso. El Toyota Aqua fue lanzado en Japón en diciembre de 2011, y su lanzamiento en Australia está programado para el primer trimestre 2012 y en los Estados Unidos en el segundo trimestre de 2012.
Otro miembro de la familia Prii es el Toyota Prius Plug-in Hybrid que será lanzado en enero de 2012 en Japón. El Pruis PHEV se basa en la tercera generación del Toyota Prius (modelo ZVW30) y está dotado con batería de ion de litio de 5.2 kWh desarrollada en conjunto con Panasonic, la cual permiten un rango de operación en modo exclusivamente eléctrico superior al híbrido Prius convencional, tanto en distancia como en velocidad. La operación en modo exclusivamente eléctrico de la versión de producción del Prius híbrido enchufable es de 23 km.

## Especificaciones técnicas (datos de 2G y del 3G)
- Origen: Japón

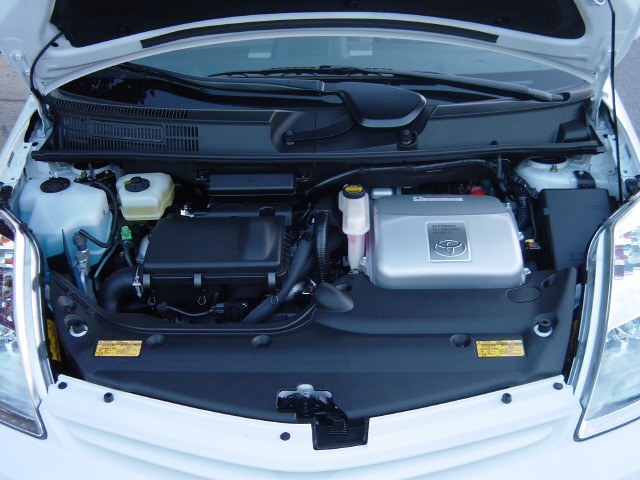
Hybrid Synergy Drive

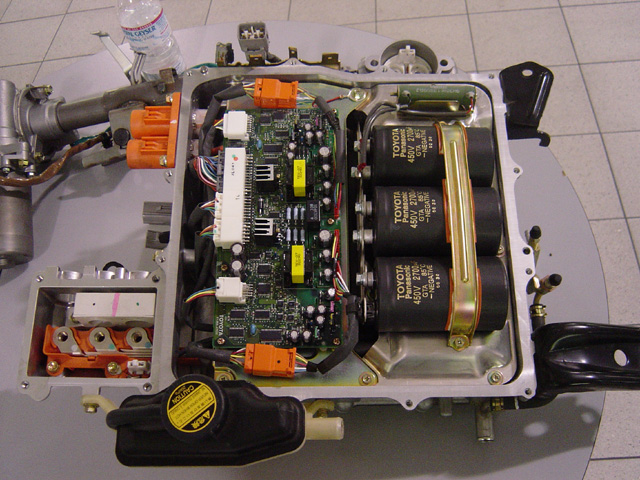
Unidad inverter THS (de NHW11)

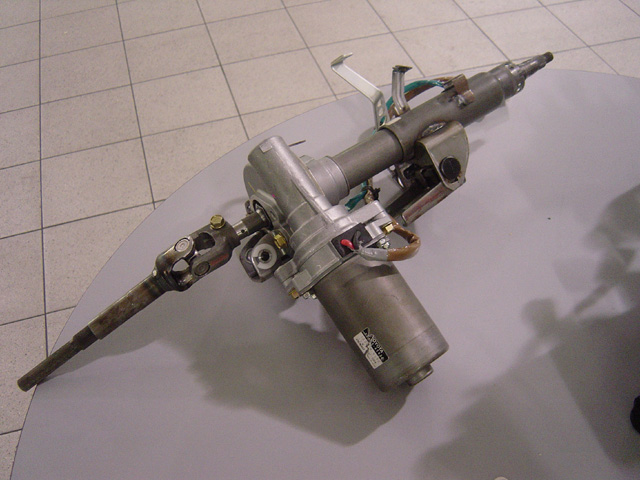
Dirección asistida eléctrica

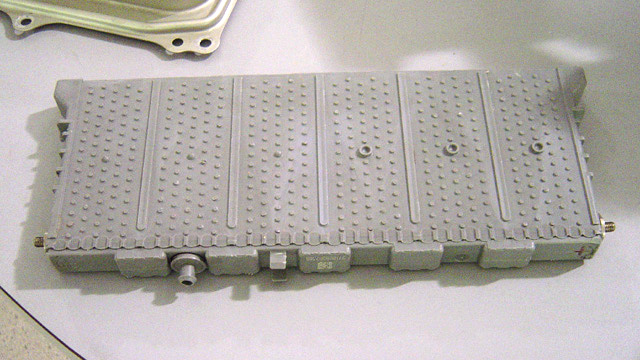
Un módulo de batería utilizado en el Prius

- Carrocería: sedán, 5 puertas, 5 plazas
- Motor:  térmico ciclo Atkinson
  - Tipo: 4 cilindros en línea, 16 válvulas, DOHC, VVT-i
  - Cilindrada: 1798 cm³ (1497 cm³ en las anteriores versiones)
  - Material de la culata: aleación de aluminio
  - Material del bloque motor: aleación de aluminio
  - Combustible: gasolina de 95 octanos (o más)
  - Tipo de inyección: EFI secuencial multipuerto, L-Jetronic
  - Encendido: sistema de encendido directo (DIS)
  - Relación de compresión: 13:1
  - Potencia máxima: 99 CV a 5200 rpm (77 CV SAE -57@5000 kW/rpm en las versiones anteriores)
  - Par motor máximo: 142 Nm a 4000 rpm (115 Nm a 4000 rpm en las versiones anteriores)
  - Normativa sobre emisiones: EURO 5

### Motor eléctrico
- Fabricante: Toyota Motor Corporation
- Tipo: Corriente alterna de imán permanente
- Tensión nominal: 500 V
- Potencia máxima: 82 CV (61 kW)
- Par motor máximo: 400 Nm entre 0 y 1200 rpm
- Peso: 104 kg

### Grupo de baterías
- Fabricante: Energía EV de Panasonic
- Tipo: Batería de níquel e hidruro metálico
- Tensión nominal: 201,6 V
- Número de módulos: 28
- Capacidad (Ah): 6,5 (3 h)
- Peso: 39 kg

### Transmisión
- Tracción: delantera
- Tipo de transmisión: controlada eléctricamente, continuamente variable (E-CVT)
- Tipo de transmisión: HSD (Hybrid Synergy Drive) con unidad de engranaje planetario de efecto continuamente variable.

### Dirección, ruedas y pesos
- Tipo: asistida eléctrica (EPS) de cremallera
- Giros (de tope a tope) 3,61
- Radio de giro mínimo - neumático: 5,1 m
- Tamaño de llanta: 16’’ x 6JJ
- Tamaño de neumáticos: 195/55 R 16
- Peso en orden de marcha: 1300 kg
- Peso bruto del vehículo: 1.725 kg

Para su cuarta generación:
- Tamaño de llanta 165/65/R15
- Diámetro de giro 10.20 m
- Peso bruto del vehículo 1,775 kg
- Capacidad de cajuela 457 L

### Rendimiento
- Velocidad máxima: 180 km/h (170 en versiones anteriores)
- 0 a 100 km/h: 10,4 s (10,9 en versiones anteriores)
- Coeficiente aerodinámico Cx: 0,25
- Potencia conjunta: 136 CV desde 85 km/h (115 CV en versión 2G)
- Par máximo total: 478 Nm hasta 22 km/h
- Par Motor eléctrico: 400Nm (207Nm en versión 2G)
- Consumo de combustible:
  - Combinado: 3,9 L/100 km
  - Carretera: 3,7 L/100 km
  - Ciudad: 3,9 L/100 km
- Capacidad del depósito de combustible: 45 L
- Emisiones de CO2:
  - Combinado: 89 g/km
  - Carretera: 86 g/km (versiones anteriores 99 g/km)
  - Ciudad: 90 g/km (versiones anteriores) 115 g/km

Información de la cuarta generación.
- Velocidad máxima 195 km/h
- Coeficiente aerodinámico 0.23
- Potencia total del sistema HSD 121 HP

Características del  Motor Eléctrico MG2
Tipo sincrónico de 13,500 rpm con imanes permanentes y enfriado por aire.
- Potencia 71 HP
- Torque 120 Lb-pie
- Voltaje máximo 600 V AC

Características del Generador Eléctrico MG1
- Imanes permanentes y enfriado por refrigerante dieléctrico.
- Voltaje máximo 600 V AC

## Mercados e incentivos

### Argentina
En Argentina, el Toyota Prius fue lanzado en 2009, sumándose a la onda de los autos amigables con el ambiente. Utiliza un sistema de propulsión híbrida que combina un motor naftero 1.8 de 100 CV con uno eléctrico de 82 CV, lo que le permite tener una potencia total de 136 CV. El vehículo ofrece un dispositivo que almacena energía en las fases de frenado, llamado "Hybrid Synergy Drive" (HSD), que según la marca, ofrece cuatro beneficios: una reducción de hasta un 40 % menos de dióxido de carbono (comparado con un motor naftero), hasta un 90 % de óxido de nitrógeno si lo comparamos con un diésel, eficiencia de combustible y una conducción suave con una buena aceleración silenciosa. El auto se destaca por su novedad y su muy bajo consumo.

### Japón
Japón, en conjunto con Estados Unidos, constituyen los mayores mercados del Toyota Prius y las ventas acumuladas en Japón alcanzaron la marca de 1 millón de Prius vendidos en agosto de 2011. En 2009 el Prius se convirtió por primera vez en el vehículo más vendido de Japón desde su debut en 1997.

### Estados Unidos

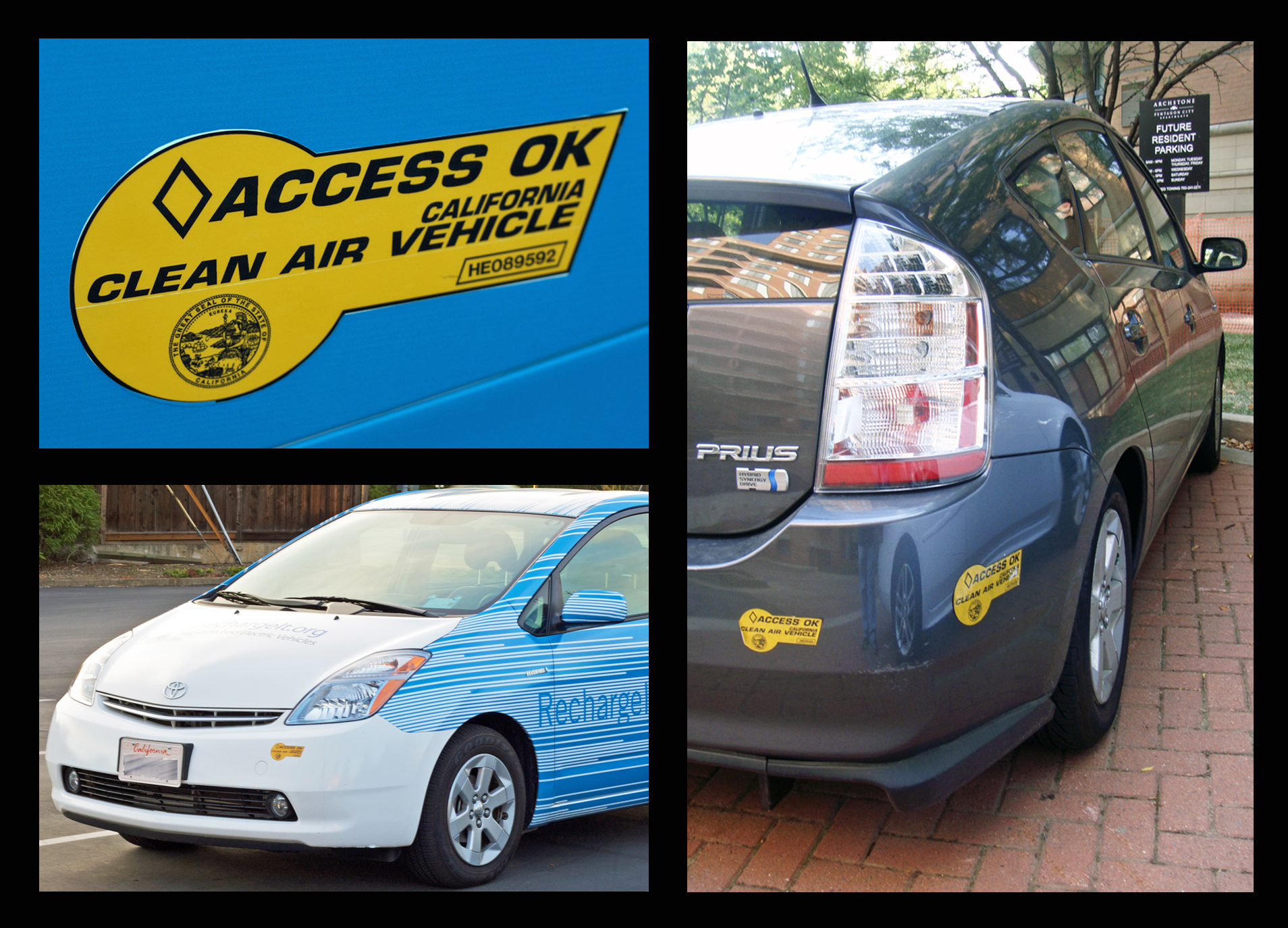
Adhesivo de Aire Limpio que era otorgado por California para permitir a los híbridos como el Prius, el acceso a carriles exclusivos para vehículos de alta ocupación.

En los Estados Unidos, las ventas acumuladas del Prius desde 2000 alcanzaron 1 millón en abril de 2011, y representaban casi la mitad de las ventas globales del Prius hasta esa fecha.
Su calidad de vehículo híbrido, la compra del Prius era elegible a un crédito de impuesto federal sobre la renta de hasta $ 3400. Los modelos híbridos de Toyota dejaron de ser elegibles en 2007, cuando el fabricante alcanzó el límite de 60 000 autos híbridos vendidos en el país.
A nivel de estado y municipal también existen otros beneficios para los propietarios del Prius y otros vehículos híbridos debidamente calificados. En Nueva York, California, Virginia, y Florida se permite a los propietarios de vehículos híbridos el uso de los carriles exclusivos destinados a vehículos viajando con dos o más personas. En California, un total de 85 250 propietarios de los tres modelos híbridos elegibles, incluyendo al Prius, se beneficiaron de este acceso desde 2004 hasta el 1 de julio de 2011, cuando el beneficio expiró. Además, en varias ciudades los propietarios de Prius y otros modelos híbridos gozan de exención de algunas tarifas, y de estacionamiento gratis o preferencial.

### España
La Consejería de Innovación, Ciencia y Empresa de la Junta de Andalucía, a través de la Agencia Andaluza de la Energía, ofrece un incentivo de hasta 3000 € a todos los residentes de Andalucía que adquieran el Toyota Prius, ya que es un coche que reduce el consumo y la contaminación atmosférica al tener las emisiones más limpias del mercado. Ojo, hay que indicarlo en la declaración de la renta la percepción de la ayuda. "Otras ganancias imputables no derivadas de la transmisión de elementos patrimoniales"
La Junta de Castilla y León ofrece un 30 % del extracoste entre uno híbrido y otro tradicional con un importe máximo de 4800 € por automóvil para el 2007.
En Galicia, desde el año 2007, el gobierno autonómico de la Junta ofrece una subvención de 2000 € a través del Instituto Energético de Galicia (INEGA), dentro del Plan de Vehículos Eficientes.
No obstante, estas ayudas son inferiores a las que se ofrecen en Holanda, donde llegan a alcanzar los 6000 €.
Según la última normativa sobre el impuesto de matriculación en función de las emisiones de CO2, el Toyota Prius no está gravado con dicho impuesto.
Desde las administraciones públicas se establecen diferentes criterios para incentivar la compra de vehículos híbridos o eléctricos que contaminen menos que los tradicionales. Una de las propuestas es una reducción porcentual en el Impuesto de Vehículos de Tracción Mecánica (IVTM), tanto es así que en Sevilla se establece una bonificación del 75 % durante los cuatro primeros años desde su matriculación para “aquellos vehículos que, en función de la clase de carburante utilizado, de las características del motor y de su baja incidencia en el medio ambiente” (Ordenanza Fiscal, Cap. VI, Artículo 9.º, punto 2) se encuadren en una serie de requisitos, en las que se establecen los “vehículos eléctricos, bimodales o híbridos”. Se trata de una iniciativa que está teniendo un importante seguimiento en los principales ayuntamientos de España, ya que se encuadra en los objetivos de la reducción de las emisiones de contaminación.
Por otra parte, en el BOE del 10 de mayo de 2011 se establece las ayudas por parte del Gobierno de un 25 % en el precio de compra, con un máximo de 2000 € para aquellos vehículos con baterías y con una autonomía eléctrica de 15-40 km, caso en el que se puede enmarcar al Toyota Prius HSD (http://www.boe.es/boe/dias/2011/05/10/pdfs/BOE-A-2011-8125.pdf). Sin embargo, para la solicitud de la ayuda es necesario realizarlo en el plazo convocado desde cada comunidad autónoma, presentando toda la facturación correspondiente.

### Brasil
El Prius fue lanzado en Brasil en el segundo semestre de 2012. El precio del Prius esta en un rango entre los R$100 000 (USD  56 500) y R$130 000 (US$73 000), sin incentivos fiscales, los cuales están siendo negociados con el gobierno federal. En Estados Unidos el Prius se vende por el equivalente a R$44 000 (US$25 000).
Toyota explicó que además de la falta de incentivos fiscales, el retraso en la entrada del Prius se debe a las exigencias del mercado brasileño que obligaron el mejoramiento tecnológico del Prius para que pudiera circular con gasohol en su tanque. Fue necesario adaptar la ingeniería del híbrido para que funcionara normalmente con la mezcla de 25 % de etanol usada en la gasolina brasileña.

## Problema de software
Toyota tuvo que llamar a revisión de forma "preventiva" a un total de 2,43 millones de vehículos híbridos de gasolina en todo el mundo debido a un problema en el sistema que puede provocar que el coche se cale. La llamada a revisión afecta a los modelos Toyota Prius y Auris fabricados entre octubre de 2008 y noviembre de 2014. La firma declaró que no está al corriente de que se hubiera producido ningún accidente por este problema en el sistema de hibridación, y que se solucionaría mediante una actualización de software que tardaría unos 40 minutos.

## Galería familia Prius

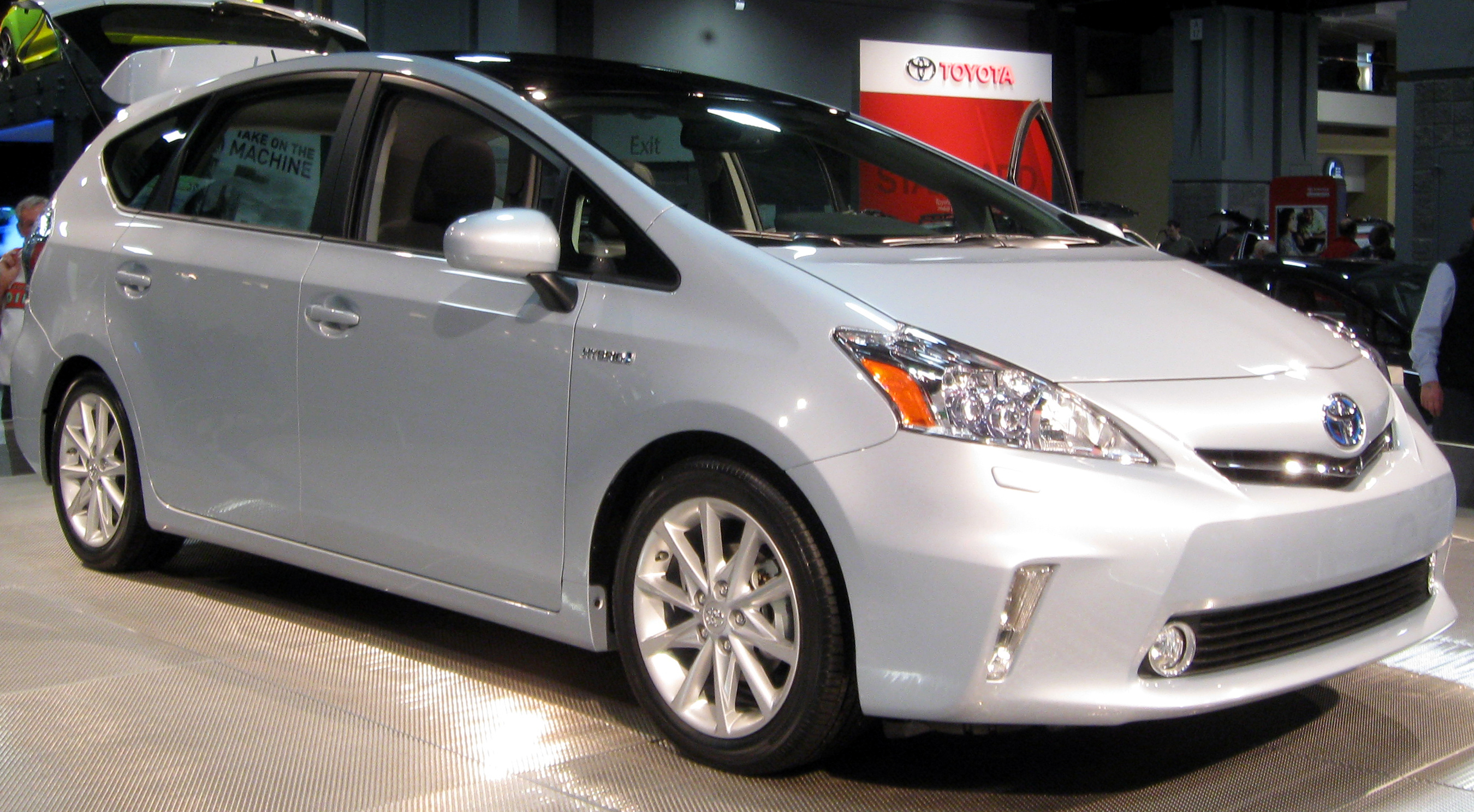
Toyota Prius Alpha, llamado Prius v en América del Norte y Prius + en Europa.
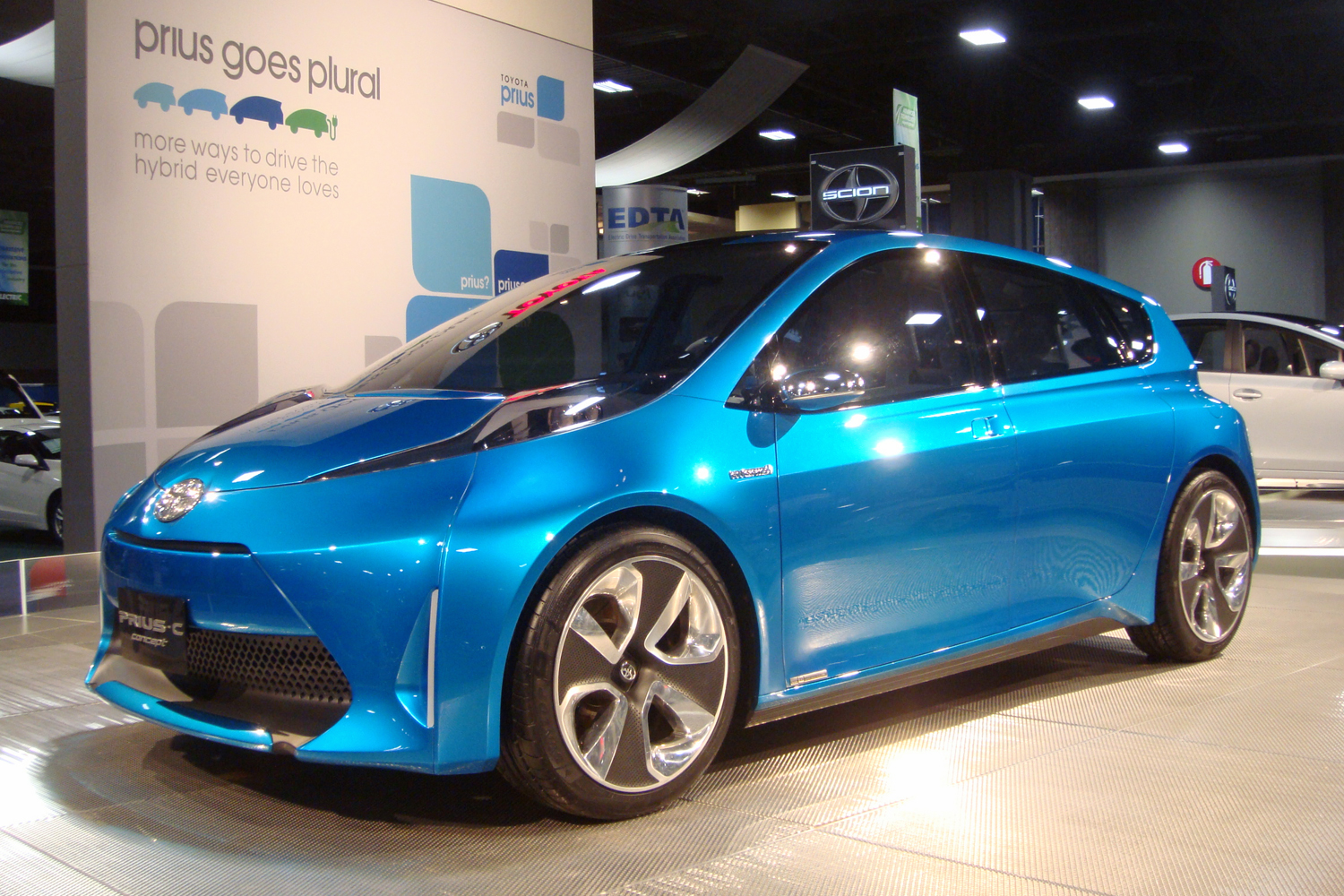
Toyota Prius c exhibido en el Salón del Automóvil de Washington D.C. de 2011
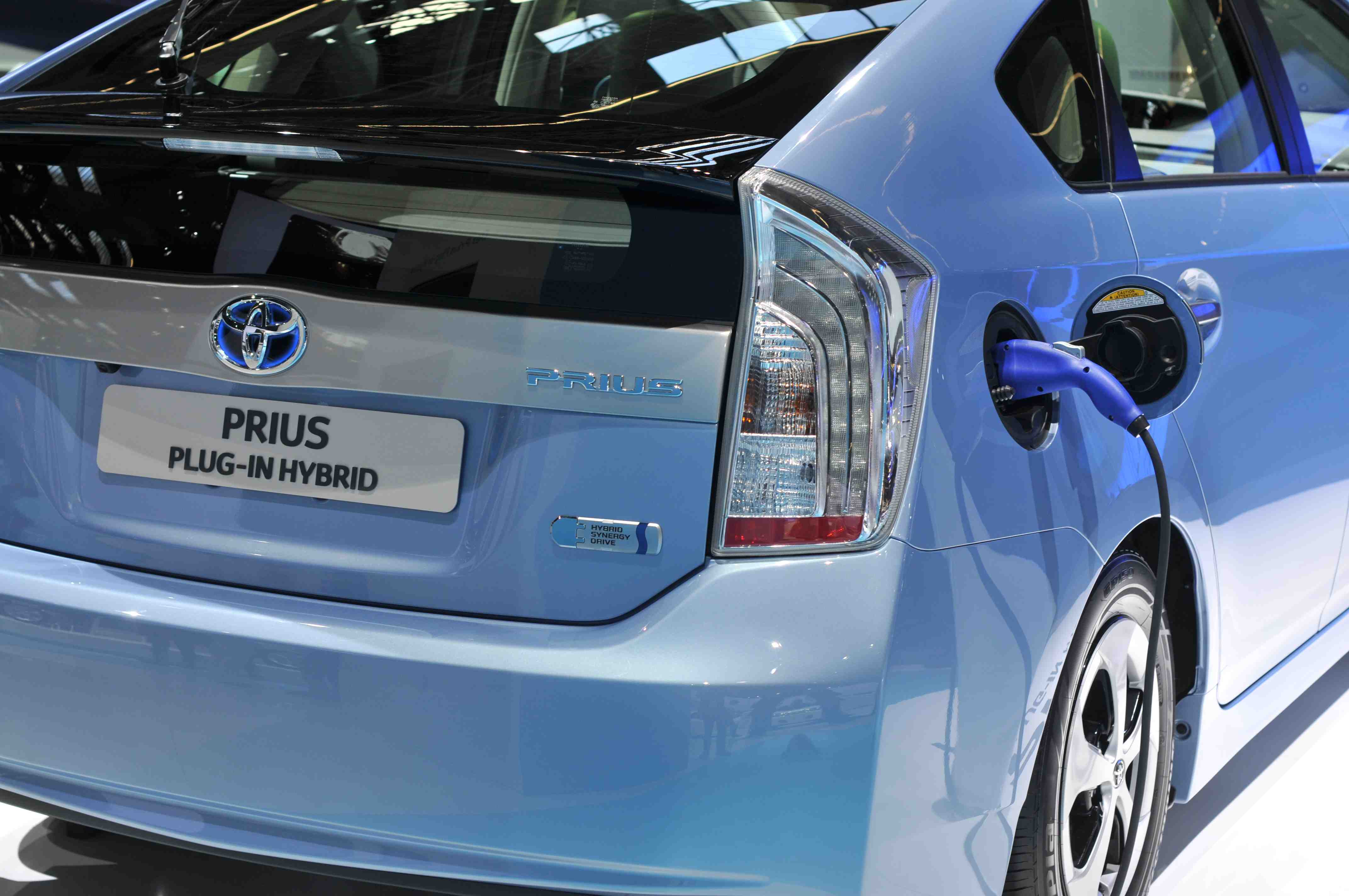
Toyota Prius Plug-in Hybrid exhibido en el Salón del Automóvil de Frankfurt de 2011
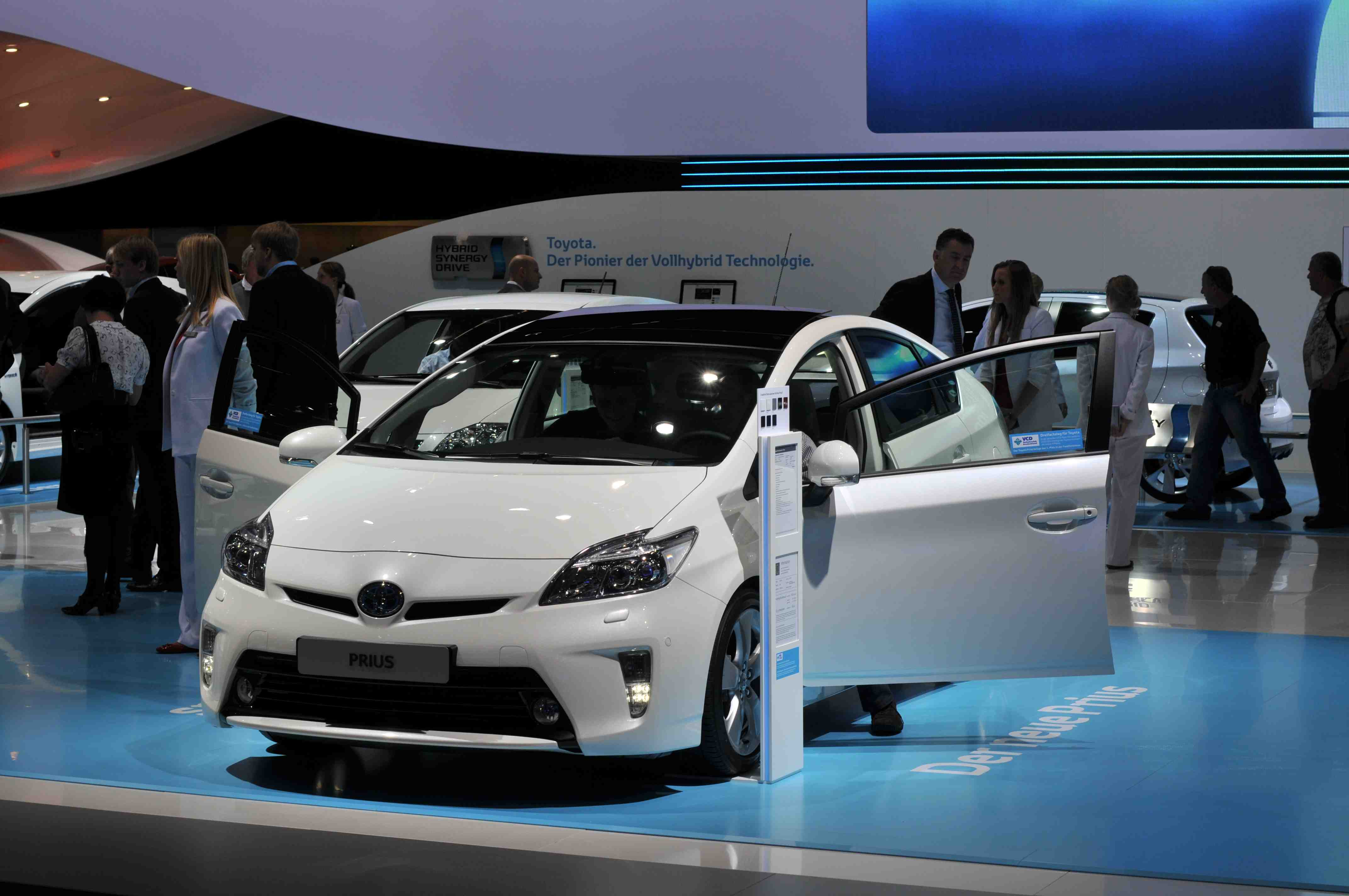
Prius modelo 2012, con líneas exteriores mejoradas, exhibido en el Salón del Automóvil de Fráncfort de 2011
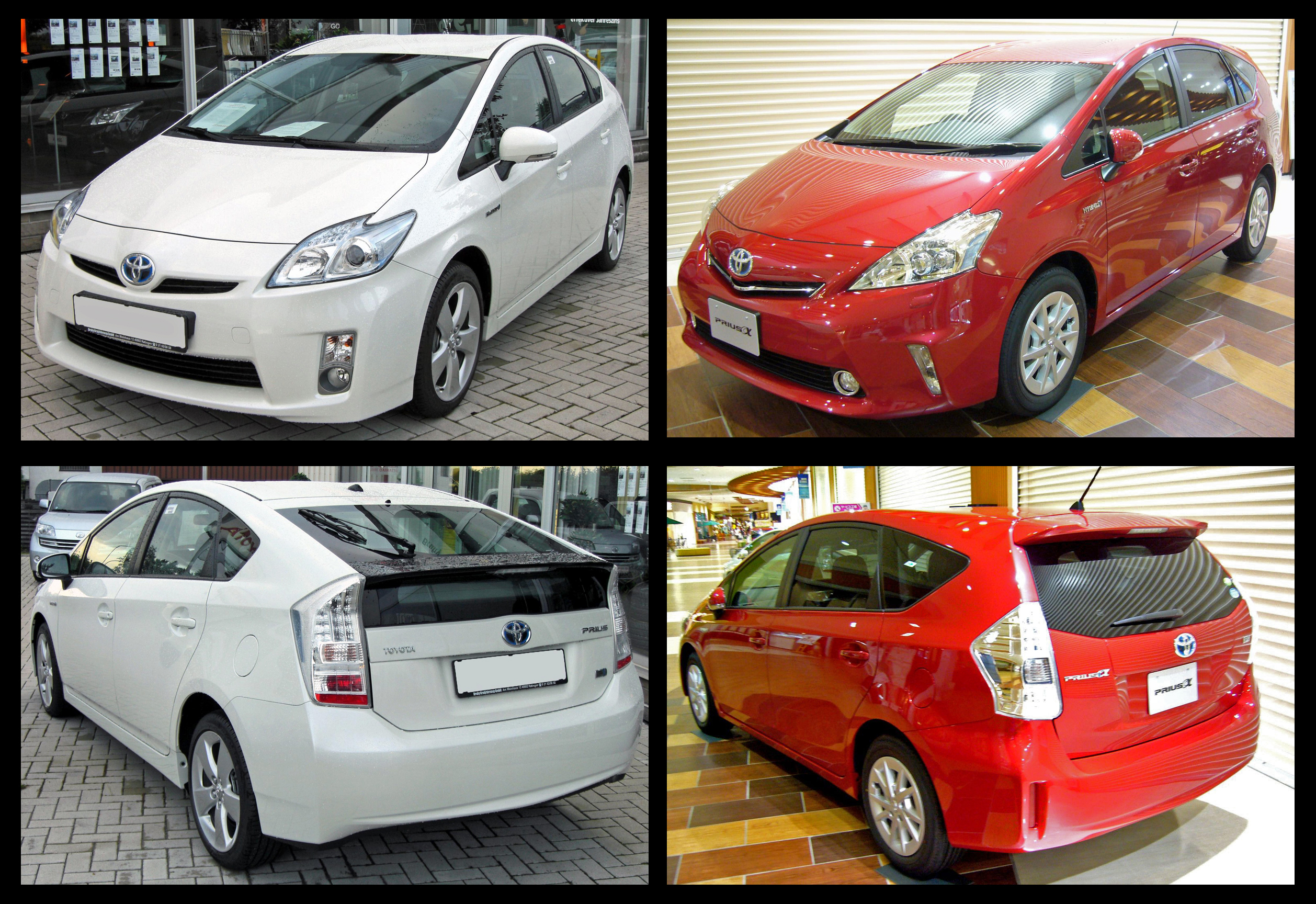
Prius v comparado con el Prius original

## Ventas
| Año             | Estados Unidos | Canadá | México |
| --------------- | -------------- | ------ | ------ |
| 2002            | 20 119         | N/A    | N/A    |
| 2003            | 24 647         | N/A    | N/A    |
| 2004            | 53 991         | 1951   | N/A    |
| 2005            | 107 897        | 1956   | N/A    |
| 2006            | 106 971        | 2003   | N/A    |
| 2007            | 181 221        | 2585   | N/A    |
| 2008            | 158 884        | 4458   | N/A    |
| 2009            | 139 682        | 4610   | N/A    |
| 2010            | 140 928        | 2967   | 246    |
| 2011            | 128 064        | 1581   | 239    |
| 2012            | 147 507        | 3371   | 103    |
| 2013            | 145 172        | 2140   | 184    |
| 2014            | 122 776        | 1819   |        |
| 2015            | 113 829        | 1624   | 1740   |
| 2016            | 98 866         | 2855   | 6560   |
| 2017            | 45 149         | 5571   | 6254   |
| Total 1 826 640 |                |        |        |